# Clark Bertram Accord
Clark Bertram Accord (geb. 6. März 1961, Paramaribo, Suriname; gest. 11. Mai 2011, Amsterdam, Niederlande) war ein Schriftsteller und Maskenbildner aus Surinam, der in den Niederlanden tätig war.

## Werk
Sein Debüt war 1999 der Roman De koningin van Paramaribo (Die Königin von Paramaribo), ein Buch über das Leben von Maxi Linder; später adaptierte er die Geschichte für ein Theaterstück und ein Musical. Das Buch wurde zum Bestseller mit mehr als 120.000 verkaupften Exemplaren in Deutschland, Spanien, Lateinamerika und Finnland. Sein zweiter Roman Tussen Apoera en Oreala (Zwischen Apoera und Oreala, 2005) ist eine Liebesgeschichte, welche im Regenwald von Surinam spielt. Bingo! (2007) ist eine Geschichte über einen zwanghaften Spieler. Neben Romanen verfasste er Artikel für Magazine und Zeitschriften wie Elsevier, M, Elle und Marie Claire.
2007 wurde ihm der Bronze Bull for Art and Culture von der surinamesischen Community in den Niederlanden verliehen. Am 7. Mai 2011, kurz vor seinem Tod an Magenkrebs, wurde Clark Accord im Auftrag des Präsidenten von Surinam der Honorary Order of the Yellow Star verliehen.